# Ungheria ai II Giochi olimpici invernali
L'Ungheria partecipò ai II Giochi olimpici invernali, svoltisi a Sankt Moritz, Svizzera, dall'11 al 19 febbraio 1928, con una delegazione di 13 atleti impegnati in quattro discipline.